# Bezdan
Bezdan (en serbio: Бездан -Bezdan-, en húngaro: Bezdán, en croata: Bezdan, en alemán: Besdan) es un pueblo de Bačka, Vojvodina, Serbia. Está situado en el municipio de Sombor, Distrito de Bačka del Oeste. El pueblo es de mayoría étnica húngara y su población de 5,263 personas, según censo del año 2002.

## Historia
El topónimo de Bezdan se registra por primera vez en 1305 bajo el nombre de Battyan, y posteriormente en 1341 es mencionado como Betsan. El pueblo fue destruido durante la invasión Otomana del siglo XVI. Ya en el período del reinado de los Habsburgo, se encontraban asentados en él, húngaros, polacos, checos y alemanes. La primera iglesia del pueblo fue construida en 1755 y la actual en 1846.

## Grupos étnicos - censo de 2002
- Húngaros = 2,983 (56.68%)
- Serbios = 1,256 (23.87%)
- Croatas = 424 (8.06%)
- Yugoslavos = 141 (2.68%)
- Otros.

## Población histórica
- 1961: 6,813
- 1971: 6,427
- 1981: 6,085
- 1991: 5,472
- 2002: 5,263
- 2008: 4,318